# W. Francis McBeth
William Francis McBeth (Ropesville, 9 maart 1933 – Arkadelphia, 6 januari 2012) was een Amerikaans componist, muziekpedagoog en dirigent.

## Levensloop
McBeth deed zijn studies aan de Hardin-Simmons Universiteit in Abilene, Texas, waar hij zijn Bachelor of Music behaalde, aan de Universiteit van Texas in Austin, hier behaalde hij zijn Master of Music, en zijn promotiestudie deed hij aan de befaamde Eastman School of Music, Rochester, New York, en behaalde zijn Ph.D.. Zijn leraren waren onder andere zo bekende componisten als Howard Hanson, James Clifton Williams, Kent Kennan, Wayne Barlow, Bernard Rogers en Macon Summerlin.
Als musicus verzorgde hij succesrijke optredens in Duitsland, Frankrijk, Italië, Verenigd Koninkrijk en IJsland.
Hij was sinds 1957 tot hij in 1996 met pensioen ging Professor of Music, Resident Composer en hoofd van de muziektheorie en compositie afdeling van de Ouachita Baptist Universiteit in Arkadelphia, Arkansas. In 1962 was hij dirigent van de Arkansas All-State Band en eene van de leden van de tenorsaxofoon sectie was de latere President van de Verenigde Staten Bill Clinton. In 1975 werd hij benoemd tot Composer Laureate of Arkansas en werd daarmee de eerste zo benoemde in de Verenigde Staten. In 1983 werd hij van de president van de universiteit benoemd tot Lena Trimble Shepperson Endowed Chair of Music.
Als dirigent is hij in alle staten van de Verenigde Staten en in Australië, Canada, Europa en Japan werkzaam geweest. Hij was ook dirigent van het Arkansas Symphony Orchestra in Little Rock tot 1973 en sindsdien is hij dirigent emeritus.
Als componist schrijft hij werken voor orkest, harmonieorkest, koor, vocale muziek en kamermuziek. Voor zijn werken voor harmonieorkest behoort hij tot de top der meest gespeelde harmonieorkest-componisten in de laatste 40 jaren. Hij kreeg voor zijn werken een groot aantal prijzen en onderscheidingen, zoals de American Society of Composers, Authors and Publishers (ASCAP) Special Award ieder jaar sinds 1965, de Presley Award van de Hardin-Simmons Universiteit, de Howard Hanson Prize van de Eastman School of Music voor zijn 3e symfonie in 1963, de American School Band Directors Association's Edwin Franko Goldman Award in 1983, de landelijke erkenning van de Phi Mu Alpha Sinfonia fraternity in 1985, de Kappa Kappa Psi's National Service to Music Award in 1989, de Mid-West International Band and Orchestra Clinic's Medal of Honor in 1993 en hij werd van de universitaire broederschap Phi Mu Alpha Sinfonia als American Man of Music in 1988 benoemd. Hij is lid van de American Bandmasters Association en was van 1993 tot 1994 voorzitter van het bestuur van deze federatie. Hij is auteur van vele artikelen in het vakblad The Instrumentalist Magazine en het maandblad van de American Society of Composers, Authors and Publishers (ASCAP).

## Composities

### Werken voor orkest

#### Symfonieën
- 1955 Symphony No. 1, opus 7
- 1956 Symphony No. 2, opus 10
- 1963 Symphony No. 3, opus 27
- 1969 Symphony No. 4, opus 49A

#### Andere orkestwerken
- 1956 Suite on a Biblical Event, opus 8
- 1956 Overture for Orchestra, opus 9
- 1957 Pastorale, voor houtblazers en strijkers, opus 11
- 1960 Pastorale and Allegro, opus 21
- 1961 Allegro Agitato, opus 24
- 1963 Quanah, opus 29
- 1974 Grace, Praeludium and Response, opus 53
- 1974 The Badlands, opus 54A
- 1975 Kaddish, opus 57A

### Werken voor harmonieorkest
- 1954 Orfadh, opus 3
- 1954 Divertimento for Band, opus 4
- 1959 Cavata, opus 17
- 1960 Second Suite for Band, opus 20
- 1961 Narrative, opus 23
- 1961 Chant and Jubilo, opus 25[1]
- 1963 Mosaic, opus 29A
- 1963 Come Wandering Shepherds, voor gemengd koor en harmonieorkest, opus 59
- 1964 Reflections Past, opus 30
- 1964 Joyant Narrative, opus 34
- Two Fanfares
  1. 1959 Thaxton Fanfare, opus 16
  2. 1964 Cooper Fanfare, opus 32
- 1965 Battaglia, opus 36
- Two Symphonic Fanfares
  1. 1965 Jenkins Fanfare, opus 35
  2. 1966 TCU Fanfare, opus 38
- 1966 Cantique and Faranade, opus 39
- 1967 Texas Tech Fanfare, voor twee harmonieorkesten, opus 43
- Symphonic Sounds for the Field
  1. 1967 Bowie Fanfare, opus 41
  2. 1968 Fredericksburg Fanfare, opus 45
- 1967 Masque, opus 44
- Big Sounds for young bands
  1. 1967 Weiss Fanfare, opus 42
  2. 1968 Jayton Fanfare, opus 46
- 1969 Drammatico, opus 48
- 1969 Divergents, opus 49
- 1971 The Seventh Seal, opus 50
- 1973 Festive Centennial, opus 51
- 1973 To be Fed by Ravens, opus 52
- 1974 Capriccio Concertant', opus 54
- 1975 Kaddish for Symphonic Band, opus 57
- 1976 New Canaan, opus 58
- 1976 Eulogies by the Bard of Great Falls, voor gemengd koor en harmonieorkest, opus 60
- 1977 Canto, opus 61
- 1979 Caccia, opus 62
- 1979 Cavata, opus 63
- 1981 The Feast of Trumpets, opus 64
- 1981 Grace Praeludium, opus 65
- 1982 Flourishes, opus 66
- 1983 Praises, opus 70
- 1984 Beowulf - An Heroic Trilogy, opus 71
- 1986 To the Unknowns, opus 73
- 1986 With Sounding Trumpets, opus 74
- 1987 The Fifth Trumpeter, opus 75
- 1988 They Hung Their Harps in the Willows, opus 77
- 1990 Of Sailors and Whales, opus 78
  1. Ishmael
  2. Queequeg
  3. Father Mapple
  4. Ahab
  5. The White Whale
- 1991 Drayton Hall Esprit, opus 79
- 1992 Daniel in the Lion's Den, opus 80
- 1992 This Land Of El Dorado, opus 81
- 1993 Wine From These Grapes, opus 83
- 1993 Through Countless Halls of Air, opus 84
  1. First Flight – Daedalus And Icarus,
  2. Kitty Hawk – Orville And Wilbur,
  3. High Flight – BeeGee and the Blackbird
- 1997 The 24th Lancers Afoot
- 1997 The Sea Treaders
- 1997 Lauds And Tropes
  1. Laud I, II.
  2. Trope I, III.
  3. Laud II, IV.
  4. Trope II, V.
  5. Laud III
- 1998 When Honor Whispers And Shouts
- 1999 Fanfare "The Lions of North Bridge"
- 1999 Estampie
- 2000 The Dream Catcher
- 2002 The Sacred Flame
- 2002 Scaramouche
- 2003 The Coventry: Three Scenes from Bret Harte
- 2004 Annabel Lee, gebaseerd op een gedicht van Edgar Allan Poe
- 2004 Keltic Dances
- 2005 Air and Dance

### Missen, cantates, gewijde muziek
- 1958 Gloria, opus 12A
- 1958 Lamentation and Gloria of David, opus 13
- 1959 And Isaiah Prophesied, opus 19
- 1992 Missa Brevis, voor solisten, gemengd koor en harmonieorkest, opus 82

### Werken voor koor
- 1963 Come Wandering Shepherds, voor gemengd koor en harmonieorkest, opus 59
- 1967 Billy in the Darbies, opus 40
- 1976 Eulogies by the Bard of Great Falls, voor gemengd koor en harmonieorkest, opus 60
- 1982 Tenebrae, voor gemengd koor, opus 67
- 1988 The Gathering of the Waters, voor mannenkoor, opus 76

### Vocale muziek
- 1958 Young Thought, opus 15
- 1965 The Snow Leopard, opus 31

### Kamermuziek
- 1959 Prayer and Journey, opus 14
- 1966 Canticle, voor elf blazers en mallet percussie, opus 37
- 1969 Four Frescos voor vijf koperblazers, opus 47
- 1982 Variations on a Theme of Youth, opus 68
- 1975 Let's Give Them a Hand, opus 56

### Werken voor orgel
- 1961 Prelude and Fugetta, opus 26

### Werken voor piano
- 1958 Three Pieces for Piano, opus 12
- 1961 Scherzo, opus 18
- 1962 Five Projections for Piano, opus 28

### Werken voor slagwerk
- 1991 Let's Give Them A Hand

## Publicaties
- W. Francis McBeth: Effective Performance of Band Music - Conductor's Manual. San Antonio, Texas. Southern Music Company. 1972.
- W. Francis McBeth: New Theories of Theory. San Antonio, Texas. Southern Music Company. 1979.